# Lebesby
Lebesby (en sami septentrional: Davvesiidda; en kven: Lebespyy) és un municipi de Noruega situat al comtat de Finnmark. El centre administratiu del municipi és el poble de Kjøllefjord, a més d'altres nuclis de població escampats arreu del municipi.
El municipi es compon de la meitat occidental de la península Nordkinn, juntament amb àrees al voltant del Fiord de Lakse. La majoria de la gent viu al llogaret de Kjøllefjord. Aquest municipi està majoritàriament poblat per noruecs ètnics, mentre que les àrees al voltant del Fiord de Lakse són predominantment habites pels samis. La pesca és el pilar de la població.

## Informació general
El municipi de Lebesby va ser establert l'1 de gener de 1838. El 1864, la part oriental de Lebesby que envolta el fiord de Tana (població: 1.388) es va separar per esdevenir el nou municipi de Tana. De Tana se'n van separar més tard els municipis de Gamvik i Berlevåg. Les fronteres de Lebesby no han canviant des d'aleshores.

### Nom
L'actual topònim en sami septentrional de Davvesiidda es creu que va evolucionar de Leaibbessiida, un antic nom en sami septentrional. La primera part seria derivada de leaibi que significa "alnus" mentre que la segona part és siida que significa "lloc de reunió". Si fos així, el topònim oficial en noruec, Lebesby, seria una forma norueguitzada del topònim en sami. Una altra possibilitat és que Lebesby hagi evolucionat de Liðvarðsbýr, en nòrdic antic. Aquest nom es compon de Liðvarð, el nom d'un home, i byr que també significa "punt de reunió" (en noruec: by).

### Escut d'armes
L'escut és modern, va ser creat el 1988. L'escut es divideix en un fons groc sobre negre per dues fortaleses. La idea és que l'escut representa la Finnkirka ("l'església Finn"), un penya-segat al costat del mar al municipi. La forma del penya-segat s'assembla a una església, i antigament va ser utilitzat pels sami com un lloc per a sacrificis.

### Esglésies
L'església de Noruega té dues parròquies (sokn) al municipi de Lebesby. Forma part del vicariat de Hammerfest a la Diòcesi de Nord-Hålogaland.
| Parròquia (Sokn) | Nom de l'església       | Localització de l'església | Any de construcció |
| ---------------- | ----------------------- | -------------------------- | ------------------ |
| Kjøllefjord      | Església de Kjøllefjord | Kjøllefjord                | 1951               |
| Lebesby          | Església de Davvesiidda | Davvesiidda                | 1962               |
| Lebesby          | Capella de Kunes        | Kunes                      | 1982               |

## Geografia

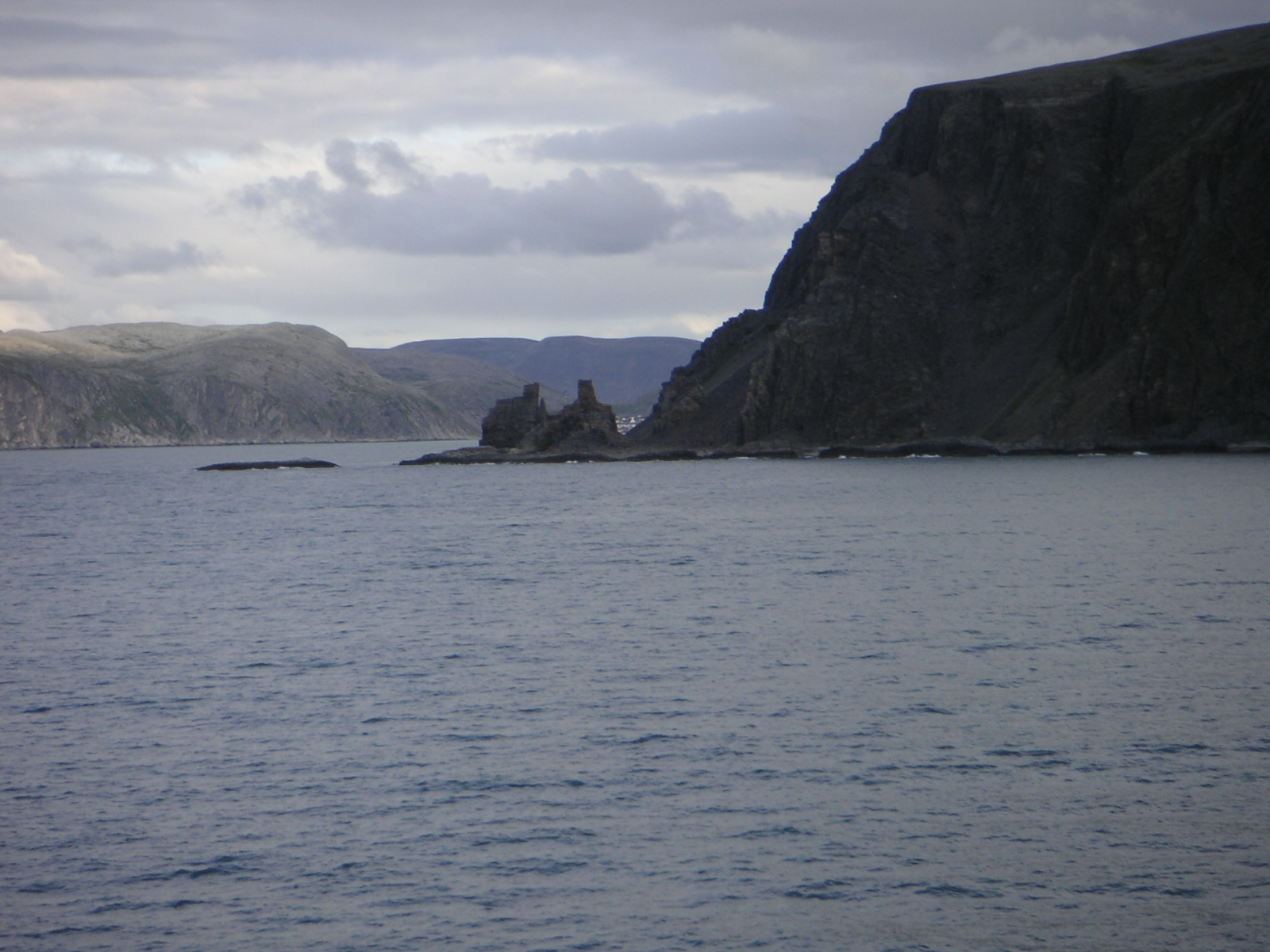
Vista de la muntanya Finnkirka

El municipi consisteix en zones pròximes al fiord de Lakse, inclosa el sector est de la península de Sværholt i la meitat oest de la península de Nordkinn. A l'extrem nord de la península de Nordkinn, es troba l'espectacular penya-segat marí de Finnkirka, la denominació es deu a unes agulles afilades semblen ser les d'una església. Sobre l'altre lateral del fiord d'Okse a l'extrem nord de la península, el cap Kinnarodden (compartit amb el municipi de Gamvik) és l'extrem més septentrional de la terra ferma europea.
El municipi inclou els pobles de Ifjord, Kunes, Lebesby, Veines i el centre administratiu del municipi, la vila de Kjøllefjord.

## Flora i fauna

### Aus
En els mateixos penya-segats marins esmentats anteriorment nien grans quantitats d'aus marines. En aquesta municipi es troba la tercera colònia més populosa de Noruega d'aus marines. Múltiples varietats d'espècies d'aus viuen aquí, entre les quals es destaquen Fulmarus i el fraret Atlàntic que formen part d'un ecosistema molt interessant .

### Flora
El bosc de bedolls més proper al pol nord es troba en aquest municipi, prop del fiord d'Okse, a 9 km a l'est de Kjøllefjord (70° 58'N 27° 34'E).